# Albert Grey, 4. hrabě Grey
Albert Grey, 4. hrabě Grey (Albert Henry George Grey, 4th Earl Grey, 4th Viscount Howick, 4th Baron Grey of Howick) (28. listopadu 1851, Londýn, Anglie – 29. srpna 1917 Howick Hall, Anglie) byl britský státník ze starobylého šlechtického rodu Greyů. Původně patřil k liberálům, později k liberálním unionistům, krátce byl poslancem Dolní sněmovny, jako dědic hraběcího titulu od roku 1894 členem Sněmovny lordů. Od mládí se věnoval koloniální problematice a v letech 1904–1911 byl generálním guvernérem v Kanadě, jeho jméno nese kanadská fotbalová trofej Grey Cup.

## Životopis

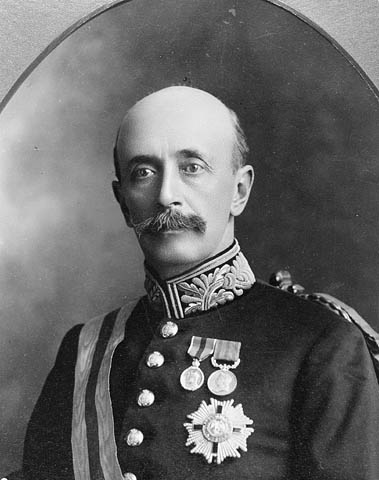
Albert Grey, 4. hrabě Grey, jako generální guvernér Kanady

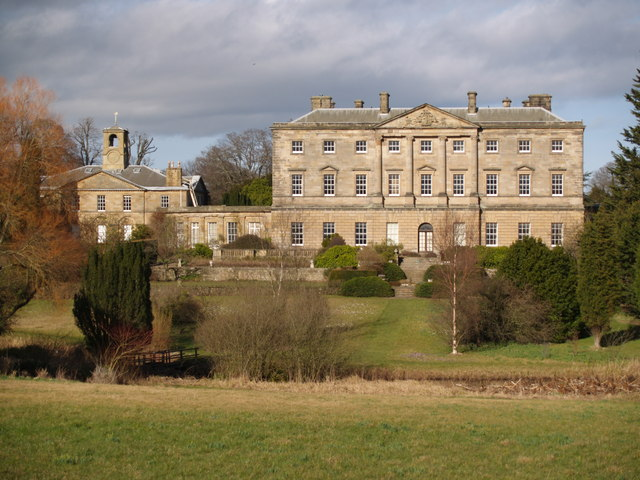
Zámek Howick Hall (Northumberland), hlavní sídlo hrabat Greyů

Narodil se v Londýně jako druhorozený syn generála Charlese Greye (1804–1870), soukromého tajemníka prince Alberta a královny Viktorie, matka Caroline Farquhar pocházela ze skotské šlechty, princ Albert byl také jeho kmotrem. Jeho starší bratr Charles (1850–1855) zemřel v dětství. Středoškolské vzdělání absolvoval v Harrow, poté vystudoval práva a historii v Cambridge. Jako tajemník Sira Henryho Frere se zúčastnil cesty prince waleského do Indie. V roce 1878 vstoupil do Liberální strany a v letech 1880–1886 byl členem Dolní sněmovny. Jako poslanec se věnoval řadě témat, kvůli irské politice se názorově rozešel s Gladstonem, v roce 1886 se ve volbách nedostal do parlamentu a přestoupil k liberálním unionistům. Po strýci zdědil rodové tituly a vstoupil do Sněmovny lordů (1894), mezitím se začal aktivně zabývat koloniální problematikou a významnou sehrál v búrské válce jako guvernér Jihoafrické společnosti (1898–1904). V letech 1896–1897 byl administrátorem v Mašonsku (dnešní Zimbabwe), kde tehdy Británie prosadila své nároky proti Portugalsku. V letech 1904–1911 byl generálním guvernérem v Kanadě. Podílel se na rozvoji Kanady po všech stránkách, získal zde značnou popularitu a byl také prvním generálním guvernérem, který navštívil všechny provincie. Jeho jméno nese fotbalová trofej Grey Cup (1909). V roce 1908 byl jmenován členem Tajné rady a po návratu z Kanady zastával funkci prezidenta Královského koloniálního institutu (1911–1917).
Spolu s hraběcím titulem převzal post lorda místodržitele v Northumberlandu (1895–1904), kde vlastnil statky. Tuto funkci opustil s odchodem do Kanady. Na čtyřech univerzitách v Británii a Kanadě získal čestný doktorát. Během kariéry obdržel Řád sv. Michala a sv. Jiří (1904) a Viktoriin řád (1908). Krátce před smrtí zastával funkci kancléře Řádu sv. Michala a sv. Jiří (1916–1917).
Jeho manželkou byla Alice Holford (1858–1944), dcera poslance Roberta Holforda. Její švagr Albert Parker, 4. hrabě Morley (1843–1905), byl ministrem veřejných prací a dlouholetým místopředsedou Sněmovny lordů. Měli spolu pět dětí, z nichž byl jediný syn a dědic titulů Charles Grey, 5. hrabě Grey (1879–1963). Jako důstojník se zúčastnil první světové války, ale jinak se ve veřejném životě neangažoval.
Mladší sestra 4. hraběte Greye, Mary Caroline (1859–1940), byla manželkou indického místokrále 4. hraběte z Minto.